# Isebakke
Isebakke är en tätort i Haldens kommun i Østfold fylke i sydöstra Norge. Tätorten hade 861 i invånarantal 1 januari 2022. Isebakke ligger på norra sidan av Idefjorden, staden Halden i öster och Svinesund i sydväst är ortens närmaste grannar. Riksväg 204 går förbi genom orten. 